# The Very Best of Sheryl Crow
Albums de Sheryl Crow
C'mon C'mon
(2002) Wildflower
(2005)
The Very Best of Sheryl Crow est le nom d’une compilation reprenant quelques-uns des meilleurs titres des albums d’avant 2003 de Sheryl Crow. Il est sorti en 2003 et a été édité sous le label Motown.

## Titres de l’album
| No  | Titre                                    | Auteur                                                                | De l'album               | Durée |
| --- | ---------------------------------------- | --------------------------------------------------------------------- | ------------------------ | ----- |
| 1.  | All I Wanna Do                           | Wyn Cooper, Sheryl Crow, David Baerwald, Bill Bottrell, Kevin Gilbert | Tuesday Night Music Club | 4:34  |
| 2.  | Soak Up the Sun                          | Crow, Jeff Trott                                                      | C'mon C'mon              | 4:52  |
| 3.  | My Favorite Mistake                      | Crow, Trott                                                           | The Globe Sessions       | 4:07  |
| 4.  | The First Cut Is the Deepest             | Cat Stevens                                                           | n/a                      | 3:47  |
| 5.  | Everyday Is a Winding Road               | Crow, Brian MacLeod, Trott                                            | Sheryl Crow              | 4:17  |
| 6.  | Leaving Las Vegas                        | Crow, Bottrell, Baerwald, Gilbert, David Ricketts                     | Tuesday Night Music Club | 5:10  |
| 7.  | Strong Enough                            | Crow, Bottrell, Baerwald, Gilbert, MacLeod, Ricketts                  | Tuesday Night Music Club | 3:12  |
| 8.  | Light in Your Eyes                       | Crow, John Shanks                                                     | n/a                      | 4:02  |
| 9.  | If It Makes You Happy                    | Crow, Trott                                                           | Sheryl Crow              | 5:25  |
| 10. | Run Baby Run                             | Bottrell, Baerwald, Crow                                              | Tuesday Night Music Club | 6:20  |
| 11. | Picture (Kid Rock featuring Sheryl Crow) | Kid Rock, Crow                                                        | Cocky                    | 4:58  |
| 12. | C'mon C'mon (featuring The Corrs))       | Crow                                                                  | C'mon C'mon              | 3:26  |
| 13. | A Change Would Do You Good               | Crow, MacLeod, Trott                                                  | Sheryl Crow              | 3:51  |
| 14. | Home                                     | Crow                                                                  | Sheryl Crow              | 4:51  |
| 15. | There Goes the Neighborhood              | Crow, Trott                                                           | The Globe Sessions       | 5:04  |
| 16. | I Shall Believe                          | Crow, Bottrell                                                        | Tuesday Night Music Club | 5:38  |
| 17. | Let's Get Free (bonus track)             |                                                                       | n/a                      | 3:44  |